# NGC 2018
NGC 2018 је расејано звездано јато у сазвежђу Трпеза које се налази на NGC листи објеката дубоког неба.
Деклинација објекта је - 71° 3' 58" а ректасцензија 5h 31m 20,2s. Привидна величина (магнитуда) објекта NGC 2018 износи 10,9 а фотографска магнитуда 10,9. NGC 2018 је још познат и под ознакама ESO 56-SC141.